# 돌격권총

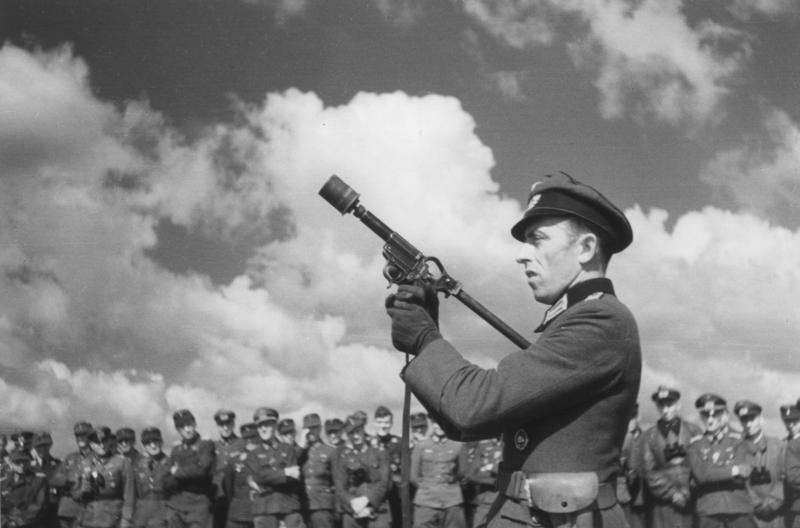

돌격권총(突擊拳銃, 독일어: Sturmpistole)은 제2차 세계 대전 때 나치 독일에서 개발을 시도한 대전차권총이다.
제2차 세계 대전 중 독일은 모든 보병이 사용할 수 있는 다목적 무기를 만들려고 시도했다. 이 무기는 80mm(3.1인치)의 균질 압연 장갑을 관통할 수 있는 600g(1lb 5oz) 모양의 Panzerwurfkörper 42를 포함하여 다양한 수류탄을 발사할 수 있는 수정된 플레어 건(Leuchtpistole)으로 구성되었다. 이 아이디어는 진지하게 추진되지 않았으며 당시 현재의 대전차 소총과 Panzerfaust 무반동 로켓 및 Panzerschreck 로켓과 같은 이후 무기 개발의 두 번째 단계로 넘어갔다.